# Koniuszki (Basses-Carpates)
Pour les articles homonymes, voir Koniuszki.
Koniuszki est une localité polonaise de la gmina de Fredropol, située dans le powiat de Przemyśl en voïvodie des Basses-Carpates.